# Планада (Каліфорнія)
Планада (англ. Planada) — переписна місцевість (CDP) в США, в окрузі Мерсед штату Каліфорнія. Населення — 4164 особи (2020).

## Географія
Планада розташована за координатами 37°17′21″ пн. ш. 120°19′15″ зх. д. / 37.28917° пн. ш. 120.32083° зх. д. (37.289230, -120.320704).  За даними Бюро перепису населення США в 2010 році переписна місцевість мала площу 4,08 км², уся площа — суходіл.

## Демографія
Згідно з переписом 2010 року, у переписній місцевості мешкали 4584 особи в 1115 домогосподарствах у складі 1002 родин. Густота населення становила 1122 особи/км².  Було 1207 помешкань (295/км²).
Расовий склад населення:
| - 36,7 % — білих - 1,0 % — азіатів - 0,5 % — корінних американців - 0,5 % — чорних або афроамериканців - 59,4 % — осіб інших рас |

До двох чи більше рас належало 1,9 %. Частка іспаномовних становила 94,8 % від усіх жителів.
За віковим діапазоном населення розподілялося таким чином: 33,9 % — особи молодші 18 років, 58,1 % — особи у віці 18—64 років, 8,0 % — особи у віці 65 років та старші. Медіана віку мешканця становила 27,1 року. На 100 осіб жіночої статі у переписній місцевості припадало 108,0 чоловіків;  на 100 жінок у віці від 18 років та старших — 109,2 чоловіків також старших 18 років.
Середній дохід на одне домашнє господарство  становив 44 027 доларів США (медіана — 35 139), а середній дохід на одну сім'ю — 44 031 долар (медіана — 36 111). Медіана доходів становила 29 567 доларів для чоловіків та 35 893 долари для жінок. За межею бідності перебувало 28,5 % осіб, у тому числі 45,8 % дітей у віці до 18 років та 27,3 % осіб у віці 65 років та старших.
Цивільне працевлаштоване населення становило 1480 осіб. Основні галузі зайнятості: сільське господарство, лісництво, риболовля — 31,6 %, роздрібна торгівля — 13,2 %, освіта, охорона здоров'я та соціальна допомога — 12,3 %.